# Ермаков, Виталий Юрьевич
Ермаков Виталий Юрьевич (6 мая 1971 — 31 декабря 1994) — переводчик группы специального назначения 45-го отдельного разведывательного полка Воздушно-десантных войск России, старший лейтенант. Герой Российской Федерации (1995, посмертно).

## Биография
Родился 6 мая 1971 года в селе Семчино Рязанского района Рязанской области. Русский.
Окончил среднюю школу в Рязани в 1988 году и поступил Рязанское высшее воздушно-десантное командное училище (окончил в 1992 году).
Служил в 45-м отдельном разведывательном полку ВДВ РФ, дислоцированном в пос. Кубинка Московской области. Командовал группой спецназа, в 1994 году назначен переводчиком группы отряда специального назначения в составе полка в звании старшего лейтенанта (в некоторых источниках указывается воинское звание Виталия Ермакова «капитан», но в опубликованных документах и в президентском указе указано звание «старший лейтенант»).
В декабре 1994 года полк прибыл на первую чеченскую войну. Виталий Ермаков добился назначения командиром действовавшей группы спецназа. 31 декабря 1994 года группа получила приказ об оказании помощи окруженной в районе железнодорожного вокзала в Грозном 131-й мотострелковой бригаде. В ходе выполнения боевой задачи удалось прорвать кольцо окружения нескольких разрозненных подразделений бригады, вывести их из города и эвакуировать раненых. В тот день спецназовцами старшего лейтенанта Ермакова были спасены сотни жизней солдат и офицеров. В одном из боестолкновений В, Ю. Ермаков был убит вражеским снайпером.
Похоронен на Канищевском кладбище в Рязани.

## Награды
За мужество и героизм, проявленные при выполнении специального задания указом Президента РФ от 21 июля 1995 года старшему лейтенанту Ермакову Виталию Юрьевичу посмертно присвоено звание Героя Российской Федерации.

## Память
В августе 2007 года в Рязани на фасаде дома, в котором жил В. Ю. Ермаков, установлена мемориальная доска.